# Фелтон, Камилль
Камилль Фелтон (фр. Camille Felton; род. 21 октября 1999, Лаваль, Квебек, Канада) — канадская актриса.

## Биография
Камилль — дочь актёра Поля Дусе. Она стала известна после роли Ноэми в фильме «Секрет Ноэми». Также она снималась в фильме «Дневник Аурелии Лафлам» и сериале «Травма».

## Фильмография
| Год       |     | Русское название       | Оригинальное название                 | Роль            |
| --------- | --- | ---------------------- | ------------------------------------- | --------------- |
| 2008      | кор | —                      | Upwards March                         | н/д             |
| 2009      | с   | —                      | Les Invincibles                       | Лин в детстве   |
| 2009      | ф   | Секрет Ноэми           | Noémie: Le Secret                     | Ноэми           |
| 2009      | с   | —                      | Les hauts et les bas de Sophie Paquin | Серена          |
| 2010      | ф   | Последний побег        | La dernière fugue                     | Эмма            |
| 2010      | ф   | Дневник Аурелии Лафлам | Le journal d’Aurélie Laflamme         | Аурелия в 9 лет |
| 2010      | с   | —                      | Toute la vérité                       | Ноэми           |
| 2011      | с   | —                      | Juliette en direct                    | Жюльет          |
| 2013—2014 | с   | Травма                 | Trauma                                | Эмили Роше      |
| 2014      | с   | —                      | Subito Texto                          | Дженнифер       |
| 2016      | с   | —                      | Feux                                  | Стефани Маэр    |
| 2016      | с   | —                      | Mes petits malheurs                   | Лоррейн         |
| 2016      | с   | —                      | District 31                           | Сандрин Беливо  |
| 2017      | с   | Макс и Ливия           | Max et Livia                          | Меган           |
| 2018      | с   | —                      | La Derape                             | Жюли            |
| 2018      | с   | —                      | Runaway                               | Джессика        |
| 2018      | с   | Беглянка               | Fugueuse                              | Джессика        |
| 2019      | ф   | Маттиас и Максим       | Matthias & Maxime                     | Эрика           |